# Province de Si Saket
Si Saket (en thaï : ศรีสะเกษ) est une province (changwat) de Thaïlande située dans le nord-est du pays. Sa capitale est la ville de Si Saket.

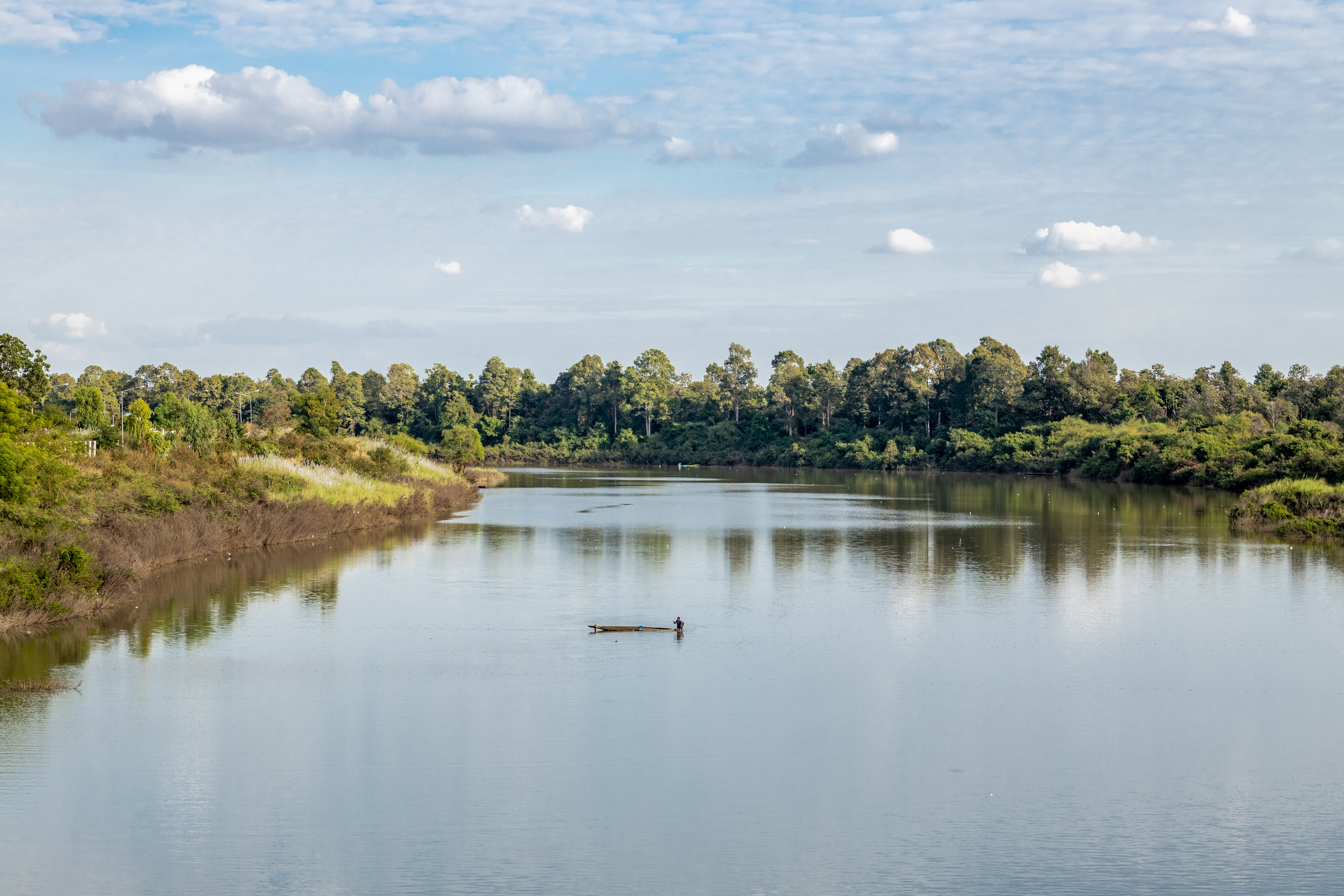
Rivière Mun, district de Rasi Salai

La province de Si Saket est limitrophe des provinces de Surin, Roi Et, Yasothon et Ubon Ratchathani (d'ouest en est dans le sens des aiguilles d'une montre). Au sud, elle est frontalière du Cambodge.
La province est traversée d'ouest en est par la Mae Nam Mun (Thaï : แม่น้ำมูล), l'un des principaux affluents du Mékong.
Il est possible de visiter le fameux sanctuaire Prasat Phreah Vihear, chef-d'œuvre de l'architecture khmère. Bien que situées au Cambodge, les ruines sont plus faciles d'accès depuis la Thaïlande.

## Subdivisions

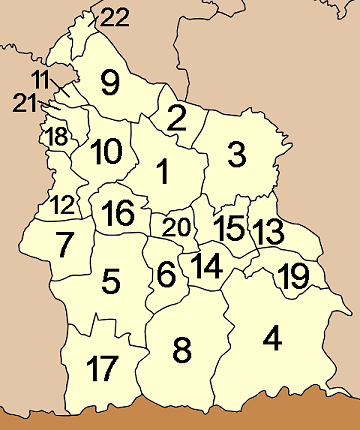
Carte des amphoe de la province de Si Saket.

Si Saket est subdivisée en 22 districts (amphoe) : Ces districts sont eux-mêmes subdivisés en 206 sous-districts (tambon) et 2 411 villages (muban).